# Булавобедрый усач
Булавобедрый усач (Acanthoderes clavipes) — вид жесткокрылых из семейства усачей. Время лёта жука с мая по август.

## Распространение
Распространён в западной части Палеарктического региона.

## Описание
Жук длиной 7—17 мм.

## Развитие
Жизненный цикл длится два года. Питается разными лиственными: тополь (Populus), липа (Tilia), берёза (Betula), ольха (Alnus), бук (Fagus), ива (Salix) и др.

## Галерея

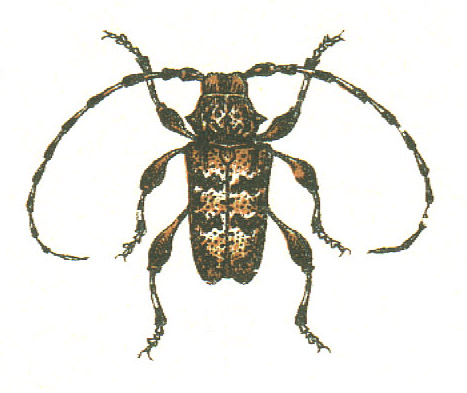